# Mi rowsu (Tuintje in mijn hart)
Mi rowsu (Tuintje in mijn hart) is een nummer van de Surinaamse zanger Damaru. Het zorgde voor een nummer 1-notering in zowel Suriname als in Nederland. In Nederland werd het een duet met Jan Smit.

## Achtergrondinformatie
Damaru bracht het nummer eerst in 2008 in Suriname uit, waar het de eerste positie bereikte. Het behield deze positie negen weken. Hij schreef het nummer voor zijn dochter Dinoura; mi rowsu is Sranantongo voor 'mijn roos'.
Cultureel had het nummer een grote invloed; het werd door vele artiesten gecoverd. Na het succes ontstond de gelegenheid om een contract bij het Nederlandse hiphoplabel Top Notch te tekenen en werd het nummer in Nederland uitgebracht op 7-inch en cd-single. De single kwam in juli 2009 de hitlijsten binnen en bereikte een zevende positie in de Single Top 100 en kwam tot nummer 14 in de Nederlandse Top 40.
De versie met Jan Smit kwam tot stand door een weddenschap tussen 3FM-dj Giel Beelen en Jan Smit in het ochtendprogramma GIEL. Beelen verloor de weddenschap en als tegenprestatie regelde hij een duet tussen Smit en Damaru. Beide zangers namen hun deel van de single apart van elkaar op en ze ontmoetten elkaar voor het eerst toen hun single al op nummer 1 van de Single Top 100 was beland. De weddenschap ging erom wie de meeste sponsors voor SOS Kinderdorpen zou binnenhalen. De opbrengst van Mi rowsu ging ook naar deze welzijnsstichting. De wens om samen een duet te zingen was wederzijds. In een interview na een optreden op Parkpop had Damaru namelijk ook eens aangegeven graag een duet met Jan Smit te willen zingen.
De single bereikte verder ook de eerste plaats in zowel de Nederlandse Top 40 en kwam in de Vlaamse Ultratop 50 niet verder dan een vijftiende plaats in de Ultratip-lijst. In september kreeg de single Mi rowsu (Tuintje in mijn hart) de platina-status (20.000 verkochte exemplaren). Uit handen van Paul de Leeuw kregen Smit en Damaru de prijs uitgereikt. Aan het einde van 2009 won de single de Sterren.nl Award voor Beste Lied van 2009 en de 100% NL Award voor Grootste Hit van 2009.
In samenwerking met Freddy Moreira bracht Damaru in augustus 2025 een nieuwe versie uit met de titel Tuintje In Mijn Hart.

## Hitnotering
In België kwam Mi rowsu in 2009 niet verder dan tip 15  in de Ultratip.
| Nummer                         | 34 | 21 | 14 | 2 | 1 | 1 | 1 | 2 | 2 | 2 | 2 | 5 | 7 | 9 | 10 | 11 | 13 | 27 | 29 | 38 | uit |
| Vanaf * notering met Jan Smit. |    |    |    |   |   |   |   |   |   |   |   |   |   |   |    |    |    |    |    |    |     |

| Nummer                         | 21 | 12 | 17 | 7 | 1 | 1 | 1 | 1 | 2 | 1 | 2 | 1 | 1 | 2 | 2 | 6 | 3 | 3 | 5 | 8 | 17 | 17 | 20 | 25 | 42 | 37 | 40 | 16 | 43 | 51 | 84 | uit |
| Vanaf * notering met Jan Smit. |    |    |    |   |   |   |   |   |   |   |   |   |   |   |   |   |   |   |   |   |    |    |    |    |    |    |    |    |    |    |    |     |

## Discografie
Er zijn inmiddels vier vormen van de single gekomen
- Mi Rowsu (Tuintje in m'n hart) origineel
- Mi Rowsu (Tuintje in m'n hart) Soulsearchin Remix
- Mi Rowsu (Tuintje in m'n hart) met Jan Smit
- Tuintje In Mijn Hart met Freddy Moreira

Releases in Nederland
| Jaar | Single Naam                                 | B-kant                         | Vorm          | Label     |
| ---- | ------------------------------------------- | ------------------------------ | ------------- | --------- |
| 2009 | Mi Rowsu (Tuintje in m'n hart)              | instrumental                   | cd-single     | Top Notch |
| 2009 | Mi Rowsu (Tuintje in m'n hart)              |                                | 7-inch        | Top Notch |
| 2009 | Mi Rowsu (Tuintje in m'n hart) met Jan Smit | Mi Rowsu (Tuintje in m'n hart) | cd-single     | Top Notch |
| 2025 | Tuintje In Mijn Hart met Freddy Moreira     |                                | online single |           |

Op de Albums
| Jaar         | Track                                             | Vorm (album/single/mixtape/ep) | Album Naam                 | Album Artiest                                     |
| ------------ | ------------------------------------------------- | ------------------------------ | -------------------------- | ------------------------------------------------- |
| in Nederland |                                                   |                                |                            |                                                   |
| 2009         | Mi Rowsu (Tuintje in m'n hart) Soulsearchin Remix | mixtape                        | Top Notch Extravaganza III | Top Notch & The Flexican (Host: Jandino Asporaat) |
| 2009         | Mi Rowsu (Tuintje in m'n hart) met Jan Smit       | mixtape/album                  | Hitzone 51                 | -                                                 |